# Syncro
Syncro (heute: 4Motion) ist eine Marke für den Allradantrieb in Fahrzeugen von Volkswagen.
Seit die VW-Tochter Audi Anfang der 1980er Jahre mit ihren Quattro-Modellen im Rennsport große Erfolge erzielt hatte, war der Allradantrieb auch in Pkw salonfähig geworden. Das Syncro-Antriebskonzept wurde direkt von den Systemen von Audi abgeleitet. Ein 1983 zur IAA gezeigter Prototyp trug die Bezeichnung Passat Variant Tetra.

## VW Syncro der ersten Generation
Beim Syncro-Antrieb der ersten Generation ließen sich die Differentialgetriebe nicht sperren. Eine Sperre ist notwendig, um die Antriebskraft auch dann gleichmäßig an alle Räder zu übertragen, wenn einzelne Räder keine oder wenig Bodenhaftung haben. Andernfalls drehen die Achse oder das betreffende Rad durch. Die Verwendung eines Antiblockiersystems ist bei ungesperrten Differentialgetrieben problemlos möglich, da keine permanent kraftschlüssige Verbindung der Achsen besteht. Bei ausgebauter Kardanwelle kann der Wagen nicht fahren, da das Verteilerdifferential die Drehbewegung auf den freien Abtrieb leitet.

## VW Syncro der zweiten Generation (Audi ab 1983, VW ab 1985)
Beim Syncro der zweiten Generation wurden schaltbare Differentialsperren eingeführt, die es ermöglichen, bei jahreszeitlich bedingt vermindertem Grip, zu viel Leistung oder sehr rutschigem Untergrund dennoch vorwärtszukommen. Die Differentialsperren können hier einzeln nacheinander in sinnvoller Reihenfolge eingelegt werden. In erster Schaltstufe wird das Mitteldifferential gesperrt, um beiden Achsen die volle Antriebsleistung zur Verfügung zu stellen. Sollte an Vorderachse und Hinterachse jedoch jeweils ein Rad durchdrehen, wird keine Antriebskraft übertragen. Mit zusätzlich gesperrtem Hinterachsdifferential, das bedeutet starrer Durchtrieb vom Motor zur Hinterachse, kann jedoch auch unter sehr widrigen Umständen ein Antrieb erfolgen. Das Vorderachsdifferential ist nicht sperrbar.
Da sich alle Räder des Fahrzeugs in dieser Konfiguration gleich schnell drehen und die unterschiedlichen Bogenlängen pro Rad beim Kurvenfahren nicht mehr durch Drehzahlunterschiede ausgeglichen werden können (siehe Differentialgetriebe), verspannt sich der Antriebsstrang (verdrehen der Wellen und Gelenke) und einzelne Räder bewegen sich schneller/langsamer als der Boden unter ihnen (blockieren/durchdrehen). Dies führt zu erhöhtem Verschleiß an Rädern und Antriebsstrang und unruhigem Fahrverhalten bei Kurvenfahrt.
Ein Nachteil der Sperrung eines Differentials äußert sich in einer auf Schnee, losen Untergrund oder auf regennasser Straße beschränkten Einsatzbereich. Das Fahrverhalten ändert sich sehr stark, und es ist kein eindeutiger Grenzbereich mehr erfahrbar. Bei Kurvenfahrt mit gesperrten Differentialen auf trockener Straße verspannt sich der Antriebsstrang, und die Räder „radieren“ über den Asphalt, was erhöhten Reifenverschleiß bewirkt. Die Verwendung des Antiblockiersystems (ABS) ist möglich, wird aber bei gesperrten Differentialen außer Kraft gesetzt, da ein selektiver Bremseingriff durch ABS so nicht mehr möglich ist. Ist die Kardanwelle ausgebaut, können nur bei gesperrtem Mitteldifferential die Vorderräder angetrieben werden.

## VW Syncro mit Visco-Kupplung
Die Visco-Kupplung, eine Entwicklung von Steyr-Daimler-Puch Fahrzeugtechnik für Fahrzeuge mit Allradantrieb nach dem Passat 32B, hat als wesentliches Merkmal eine mit Silikonöl befüllte zylindrische Zelle, in der Flügelscheiben rotieren. Die  Hälfte der Scheiben sind mit der  Vorderachse verbunden, die andere Hälfte mit der Hinterachse. Die Scheiben sind abwechselnd angeordnet. Ergeben sich Drehzahlunterschiede während normaler Fahrt, zum Beispiel durch losen Untergrund, Kurvenfahrt etc., drehen die Flügel in der Zelle mit unterschiedlicher Drehzahl und stellen automatisch einen Kraftschluss zwischen beiden Achsen her.
Der Allradantrieb mit Visco-Kupplung ist eine kostengünstige „Hang-on“-Lösung, um aus einem vorhandenen Einachsantriebsgetriebe mit verhältnismäßig geringem konstruktiven Aufwand einen Vierradantrieb zu gewinnen.
Das Mitteldifferential entfällt wegen der Visco-Kupplung, die mit der Abtriebswelle des ursprünglichen Getriebes entweder direkt oder über einen Kegeltrieb verbunden wird.
Eine Antiblockiersystem-Regelung ist möglich, da die Hinterachse bei Schubbetrieb automatisch durch einen Freilauf entkoppelt wird. Bei Rückwärtsfahrt wird in manchen Modellen durch Betätigen eines Schalters beim Einlegen des Rückwärtsganges eine Sperre an der Hinterachse aktiviert, die den Freilauf überbrückt, damit auch bei Rückwärtsfahrt Allradantrieb zur Verfügung steht. Ist die Kardanwelle ausgebaut, erfolgt ein Antrieb nur auf die Vorderräder, Vorderachsantrieb und Verteilergetriebeabgang sind starr verbunden.
Der VW-Bus T3 syncro hat keinen derartigen Freilauf, wurde aber trotzdem optional mit einem Dreikanal-ABS (Vorderräder einzeln und Hinterachse) angeboten. Wegen des Heckmotors wird bei ausgebauter Kardanwelle nur die Hinterachse angetrieben.

## VW 4Motion (Syncro-Nachfolgesystem)
Der Nachfolger des VW Syncro, 4Motion genannt, arbeitet nach einem anderen System. Die Drehmomentverteilung zur Vorder- und Hinterachse ist je nach Einbaulage des Motors unterschiedlich gelöst. Fahrzeuge mit quer eingebauten Motoren haben einen primären Frontantrieb, wobei die Hinterachse durch eine von der schwedischen Firma Haldex entwickelte Lamellenkupplung angebunden ist. Dieses System wird oft kurz als „Haldex“ bezeichnet. Im Fall eines längs eingebauten Motors wird das vom Getriebe kommende Antriebsmoment zunächst in ein Zentral-Sperrdifferential nach Torsen-Bauart (Typ A) eingeleitet (kurz „Torsen“), das bei guter Bodenhaftung das Drehmoment gleichmäßig und permanent auf beide Achsen verteilt. Beide Prinzipien unterscheiden sich vor allem im Sperrgrad. Die Haldex-Kupplung erreicht bei Bedarf wesentlich höhere Sperrwerte als das Torsen-Zentraldifferential, dafür gewährleistet nur letzteres einen klassischen, von Steuerelektronik unabhängigen permanenten Allradantrieb.

## VW Syncro mit Torsen-Sperrdifferential (4Motion)
Das Torsen-Sperrdifferential – Torsen von TORque-SENsing, „drehmomentfühlend“ – wurde zunächst nur von Audi (Quattro-Antrieb) eingebaut, später auch im 4Motion-System von Volkswagen. Das Torsen-Differential ist das Zentraldifferential und sitzt direkt am Schaltgetriebe. Es teilt die Antriebsmomente bei gutem Grip aller Räder im Verhältnis 50:50 auf Vorder- und Hinterachse auf. Ein simples offenes Differential wird hier nicht eingesetzt, da es immer 50:50 verteilt, auch bei ungünstigen Gripverhältnissen. Das bedeutet, wenn eine Achse kaum Drehmoment auf den Boden überträgt (bei Glätte), bekommt auch die andere Achse nur dieses niedrige Drehmoment zugeteilt. Ein Torsen-Sperrdifferential gleicht diesen Nachteil geringfügig aus. Durch die hohe innere mechanische Reibung kann dieses Differential mehr Drehmoment an die stehende (also besser greifende) Achse leiten. Der konkrete Wert ist vom Sperrgrad und den Gripverhältnissen abhängig.
Die Sperre der Hinterachse wird halbautomatisch geschaltet. Eingeschaltet wird sie manuell über einen Taster, abgeschaltet elektronisch bei Geschwindigkeiten über 25 km/h. Die Hecksperre soll nur als Anfahrhilfe dienen.

## VW Syncro mit Haldex-Kupplung (4Motion)
Das 4Motion-System mit Haldex-Kupplung ist eine elektronisch geregelte, nasslaufende Lamellenkupplung. Mit Unterschied zur Visco-Kupplung wird Drehmoment durch Anpresskraft der Lamellen übertragen, nicht durch Scherreibung im hoch viskosen Silikonöl. Dies hat den Vorteil von höheren übertragbaren Drehmomenten und kürzerer Ansprechzeit.
Die Kraftverteilung bei Normalfahrt, das heißt, das Fahrzeug fährt geradeaus auf ebener Strecke mit gleichmäßiger Geschwindigkeit, beträgt 100:0. Die gesamte Motorleistung wird auf die Vorderachse übertragen. Erkennt die Elektronik sich ändernde Straßen- oder Lastzustände, zum Beispiel bei Kurvenfahrt, Anhängerbetrieb, Bergauf- oder Bergabfahrt, so verändert sie die Kraftverteilung. Der Regelbereich der Elektronik reicht von den vorgenannten 100:0 hin zu 0:100. Bei erhöhter Zugkraftanforderung wird bis zu 100 % der Motorleistung an die Hinterachse abgegeben.
Sollten die Räder der Vorderachse keine Kraft auf die Straße übertragen, zum Beispiel bei Straßenglätte oder durchdrehenden Reifen, wird kurzzeitig die gesamte Motorleistung auf die Hinterachse übertragen, wobei sich die Vorderräder durch die längssperrende Wirkung der Haldex-Kupplung weiterhin mitdrehen, jedoch keine Kraft auf die Straße übertragen wird. 
Eine Ausnahme bildet die Generation 2 des VW Amarok, da diese auf dem Ford Ranger basiert und Hinterradantrieb hat, somit schaltet bei zugeschaltetem Allrad die Vorderachse zu. 
Antiblockiersysteme und andere Fahrdynamikregelungen können auch hier verwendet werden. Wie die Visco-Kupplung der ersten Generation kann die Haldex-Kupplung auch bei Rückwärtsfahrt Kraft an die Hinterachse weiterleiten. Bei ausgebauter Kardanwelle erfolgt der Antrieb nur auf die Achse des am Motor angeflanschten Getriebes. Die Haldex-Kupplung wurde von VW in Kooperation mit der schwedischen Firma Haldex entwickelt.